# Lepidopus
Lepidopus – rodzaj morskich ryb z rodziny pałaszowatych (Trichiuridae).

## Występowanie
Atlantyk, Pacyfik (Hawaje, Galapagos), Morze Śródziemne, Morze Czarne

## Klasyfikacja
Gatunki zaliczane do tego rodzaju:
- Lepidopus altifrons
- Lepidopus calcar
- Lepidopus caudatus - pałasz ogoniasty[3]
- Lepidopus dubius
- Lepidopus fitchi
- Lepidopus manis